# Panay, Capiz
Panay or Pan-ay là một đô thị hạng 4 ở tỉnh Capiz, Philippines. Theo điều tra dân số năm 2000 của Philipin, đô thị này có dân số 40.599 người trong 7.660 hộ.

## Các đơn vị hành chính
Panay được chia thành 42 barangay.
| - Agbalo - Agbanban - Agojo - Anhawon - Bagacay - Bago Chiquito - Bago Grande - Bahit - Bantique - Bato - Binangig - Binantuan - Bonga - Buntod | - Butacal - Cabugao Este - Cabugao Oeste - Calapawan - Calitan - Candual - Cogon - Daga - Ilamnay - Jamul-awon - Lanipga - Lat-asan - Libon - Linao | - Linateran - Lomboy - Lus-onan - Magubilan - Navitas - Pawa - Pili - Poblacion Ilawod - Poblacion Ilaya - Poblacion Tabuc - Talasa - Tanza Norte - Tanza Sur - Tico |